# 馬文升
馬文升（1426年—1510年），字負圖，號約齋，晚年又號三峰居士、友松道人，河南鈞州（今河南省禹州市）人，明朝政治人物，景泰辛未進士，歷仕五朝。弘治間擔任兵部尚書多年。官至吏部尚書。諡端肃。

## 生平

### 景泰、天顺朝
原籍禹州，後落籍虞城，文武全才。马文升相貌奇异，很有气力。七岁开始读书，了解大义。年满二十岁时，乡试中举。景泰二年（1451年），考中进士，吏部尚书王直驚異其才。次年選授監察御史。历任山西、湖广巡按，业绩显著。后返回京师负责各道的奏章。母丧期满后越级升为福建按察使。

### 成化朝
成化初年，被召为南京大理寺卿，后因父丧返乡。成化四年（1469年），固原土達把丹之孫滿四反叛，陕西巡抚陈价被捕受审，朝廷急召马文升為右副都御史，巡撫陝西，同總督項忠、劉玉等進行圍剿，平定叛乱。按功升为左副都御史，仍巡抚陕西。马文升多次上奏对国家有益之事，致力于选将练兵，从安边营到铁鞭城修筑烽火台，铲除强贼。对固原以西不服从命令的少数民族全部消灭。治理茶政，换番马八千余匹，以供应军队使用。此外，他还救济巩昌、临洮饥民，安抚流民，业绩突出。
当时，鞑靼孛罗忽、满都鲁、癿加思兰每年入侵明朝边境。马文升请求在韦州驻兵，而在诸堡设下埋伏，在黑水口打败入侵鞑靼人，斩杀二百人，为其岭取名为“得胜坡”，刻石记功而还。马文升立了很多军功，向朝廷上奏报捷却从不夸张，朝中亦无人为其直言，因此得到赏赐不多。到成化九年（1473年）冬，总制王越因为大捷向朝廷奏报，马文升也派儿子马琇报功。廷臣经调查核实马文升奏报不真实，罚马文升停发三个月的俸禄。
成化十一年（1475年）春，马文升代替王越总制三边军务，不久任兵部右侍郎。第二年八月，整顿辽东军务。巡抚陈钺贪婪凶暴，将士稍有小过总是罚其交纳马匹，由此马价猛涨。文升上奏安定边防十五件事，因而请禁止罚马，陈钺为此对马文升怀恨在心。马文升回到兵部转左侍郎。成化十四年（1478年）春，陈钺由于滥杀、冒功引起激变，宦官汪直想自己去平定。明宪宗命令司礼太监怀恩等七人到内阁会同兵部商议。怀恩想派大臣前去安抚，以阻止汪直前往，马文升立刻答应说。怀恩回复明宪宗，明宪宗即命马文升前往。汪直不高兴，要自己的家臣王英一起去，马文升谢绝。马文升疾驰到镇，宣读圣谕抚慰众人，无人不听安抚。又请求对以前因平定也先之乱失去授官、玺书的十几人，授以官职。
事情平定后，汪直想夺其功劳，向明宪宗请求后带王英驰至开原，再下令招抚。马文升就把功劳归于汪直，然而汪直内心有愧。马文升又与汪直行对等之礼，视其左右为奴，汪直更加不高兴。而陈钺更加巴结汪直，得到汪直欢心，日夜诬陷马文升，意欲打击中伤马文升而找不到机会发作。马文升回朝，赐牛羊猪三牲。第二年春，因为辽东屡次失事，明宪宗派汪直同定西侯蒋琬、刑部尚书林聪等去巡视。时逢余子俊弹劾陈钺，陈钺怀疑是马文升的意图，更加紧排挤马文升。汪直奏告马文升行事乖僻，禁止边民买卖农具，致使边民叛乱。明宪宗于是将马文升捕入诏狱，贬去戍守重庆卫。
成化十九年（1483年），汪直倒台，马文升恢复官职。第二年被起用为左副都御史巡抚辽东。马文升是第三次到辽东，辽东军民听说他要来了都欢欣鼓舞。马文升来一步约束宦官，总兵不得随意克扣，人们更加高兴。成化二十一年（1485年），马文升晋职为右都御史，总督漕运。淮安、徐州、和州发生饥荒，马文升从江南调去十万石粮食、盐价银五万两救济。同年冬，召为兵部尚书。第二年，被李孜省诬陷，调任南京兵部尚书。

### 弘治朝
明孝宗即位，授马文升左都御史职，賜大紅織金衣一襲。弘治元年（1488年），马文升上言道：“宪宗朝，岳镇、海渎诸神庙，采用方士的话放置石匣子，周围环绕符篆，贮存金书道经、金银钱、宝石以及五谷作为压邪物，应该销毁。”意见被接纳。他又上言十五件事，经讨论全部付诸实施。明孝宗仿古代天子亲耕籍田，教坊进献杂剧。马文升严肃地说：“新任天子应当知道农事的艰难，演戏是什么意思？”明孝宗立即赶走教坊人员。御史徐瑁、贺霖因没顺从皇帝的旨意被下狱。马文升说天子初政不宜立即惩罚言官，徐、贺二人被释放。不久明孝宗命马文升提督十二团营。第二年，马文升代余子俊为兵部尚书，仍督团营。当时明朝持久太平、兵政荒废松弛、西北少数民族时时伺机入侵。马文升严格考查将校，贬退三十余个贪婪懦弱的军官，奸人对他十分怨恨，夜间持弓伺其门旁，有的写谤书射入东长安门内。明孝宗知道后，诏锦衣卫缉捕，给马文升二十二个骑士，保卫他进出。马文升请求退休，明孝宗下诏慰留不许。
韃靼小王子率数万骑兵在大同塞外游牧，气势汹汹。马文升因病休假，明孝宗派宦官带太医去探视，借此问计。马文升说小王子被别的部落才打败不久，没有什么作为，请暗地做些防备，而在外则虚张声势地威慑之，那么小王子必定会离去。按计实行，果然如此。马文升的继母去世，明孝宗下诏起用他，马文升两次上疏推辞，都得不到许可。西北别部野乜克力的首领分别称为亦刺思王、满哥王、亦刺因王，他们分别遣使到肃州边界，请求进贡并且开互市贸易。巡抚许进、总兵刘宁代其请求，马文升说互市可以，入贡不行，于是拒绝。
吐鲁番袭击并生擒哈密王陕巴，而命令牙兰据守哈密，称可汗，入侵沙州，迫使罕东诸部依附。马文升说牙兰凶暴乖戾，不给予重创就不知道害怕，宜用汉代陈汤旧例袭斩之。了解到指挥杨翥熟悉番情，召杨翥询问对付的办法。杨翥详细地陈述从罕东到哈密的道路，要求调罕东的三千兵为前锋，三千汉兵随后，带上数日的口粮，从小路兼程急进，则可以获胜。马文升大喜，于是向孝宗汇报，明孝宗下诏调罕东、赤斤蒙古、哈密的军队，命令副总兵彭清率领，隶属于巡抚许进前去进讨，果然打败牙兰。团营士兵不足，马文升请求从锦衣卫及腾骧四卫中选补。已获批准，宦官宁瑾从中阻挠。马文升及兵科蔚春等说诏旨应讲信用，意见没被接纳。陕西发生大地震，马文升说：“这是外寇入侵的征兆。现在火筛正强横，而国内民困财竭，将懦兵弱。宜实行仁政来养活人民，研究武备用以巩固边防。节省开支，停办斋醮，消除传奉冗员，禁止奏求闲地，每天视朝两次，勤于政务。并且撤回陕西织造内臣，救济抚恤受灾人家。”明孝宗接纳他的建议，立即召回内臣。
马文升在兵部任职十三年，尽心军务，他多次向上条陈关于屯田、马政、边备、守御等应办的事。只要是对国家有利的，即使并非他本职守，也言无不尽，曾经因为太子朱厚照年已四岁，应该及早进行教育。马文升请求挑选淳朴严谨、老成又熟悉历史的人，如卫圣、杨地等人，由他们教育扶持太子，对太子言语举止都要引导。像内廷举办的宫宴、钟鼓司的活动，元宵放花灯、端午划船等游乐活动都勿让朱厚照见到。至于佛、老之教，尤其应当摒绝，以防惑乱朱厚照心志。
山东久旱无雨，浙江以及南直隶发生水灾，马文升奏请命有关部门救济抚恤，操练士卒以备不测。奏言都为明孝宗接纳。百姓为赋役所苦，马文升全面陈述赋役过重的弊害，说：“现在民田收十分之四五的税，百姓运粮到边塞一石花费一两以上的银子，丰年八九石粮换一两银子，像丝绵布帛运到京师的，沿途费用超过所运物的价格，南方通过水路运粮到通州，要花三、四石才能送到一石。中州每年役使五六万人治理黄河，山东、河南修堵决口不下二十万人，苏州府、松江府治水也如此。湖广建吉、兴、岐、雍四王府，江西益、寿二府，山东衡府共计役夫不下百万，诸王封地供应的役夫也有四十万。加以湖广征讨蛮族，山西、陕西边防，给军队供应粮饷的又不知有多少。赋税重差役繁多，没有比此时再厉害的了。宜严令内外各部门，免去多余的花费，减少力役，毋擅自摊派。王府的工程应该迅速完工，就可能使困难局面得到缓和。请求崇尚儒学，抑制邪术，以便清静圣心；节省花费，减少土木营造工程，以培植国家的根本。”明孝宗命将他的奏章下到有关部门详细讨论。马文升发表议论最多。他在文武百官中年高德劭，明孝宗也十分信任他。从太子太保屡加至少保兼太子太傅（弘治五年官衔为资德大夫正治上卿太子少保兵部尚书奉敕提督京营军务侍经筵），经常给他赏赐，诸大臣无人能比。
吏部尚书屠滽被罢免，廷议推举马文升代替。而御史魏英等说兵部非马文升不可，明孝宗也这样认为。就命倪岳任吏部尚书，而加封马文升少傅来安慰他。倪岳去世，由马文升代替倪岳任吏部尚书。南京、凤阳发生大风雨，房屋被毁坏，树木被风拔起来，马文升请求明孝宗减食撤乐，修德反省过失，开御前讲席，断绝游玩和宴饮，停办非急务之事，停止额外织造，赈济灾民，捕捉盗贼。事后，马文升又奏陈吏部主管的十件事。明孝宗全都表示赞赏并接纳之。文升任一品官满九年，加封为少师兼太子太师。由于要对将官进行考察，明孝宗特召马文升及都御史戴珊、史琳到暖阁，告诫大家秉公升降。因为马文升年老听力减退，又再次高声告诉他，命左右搀扶马文升下台阶。起初马文升为都御史，王恕在吏部，两人都处事刚直不阿。他们起草的疏一发出，天下传诵。王恕离开后，声望都集中于马文升。到他在吏部任职时，已经八十岁。长须修眉，遇事侃侃而论不减当年。

### 正德朝
弘治十八年（1505年），明孝宗驾崩，马文升奉遗诏向明武宗请求淘汰传奉官七百六十三人，武宗下令除留太仆寺卿李纶等十七人外，其余的全部淘汰。正德元年（1506年），御用监宦官王瑞要求任用新近被淘汰的七人，马文升不接武宗诏书。给事中安奎探听到王瑞受贿，弹劾王瑞。王瑞十分怀恨，诬告马文升违抗圣旨，再下廷议，皆以马文升之言为是，武宗终究不听，马文升因此请求返乡，未得批准。
这时，朝政已为宦官刘瑾掌控，马文升年老，终日怀去官之志。时逢两广总督职缺，马文升推举兵部侍郎熊绣，熊绣不愿前往，其同乡御史何天衢就弹劾马文升徇私蒙蔽。于是马文升接连上疏求去获准，并得赐玺书、马车，增加月粮和每年役奴。马文升家居时，无事不去州府。外人谈及时事，他亦皱眉不答。家居三年，刘瑾以马文升与雍泰为朋党为由，除其官籍。
正德五年（1510年）六月，马文升去世，终年八十五岁。同年，刘瑾被诛，追复文升官职，特进光禄大夫、太傅，諡端肃。马文升去世一年，民变领袖赵鐩率军进入河南，到了钧州，因为马文升的家在此地，即舍之而去。进攻泌阳，火烧大学士焦芳宅，用草扎成焦芳像碎裂之，说：“恨不為天下殺此賊！嘉靖初年，加赠马文升左柱国、太师。

## 著作
马文升“为文不事雕琢，若大羹玄酒，自有喜味。声诗无媟嫚语，皆自忠爱中流出。海内之士，得其篇章者乐诵之”。
有《約齋集》、《奏議》等著作傳世。曾作《西征石城记》、《抚安东夷记》、《镇克哈密国王记》等。
所撰《抚安东夷记》一卷，详记建州女真、海西女真各部头人与辽东都司的贸易往來、纳贡请赏、武装冲突等事，清乾隆四十五年（1780年）禁毁。今尚有明刻本及《清初史料四种》丛书本等傳世。

## 墓葬
马文升墓在今河南禹州市朱阁镇马坟村西北，原墓園已毀。現為马氏后人重新修葺。

## 延伸阅读
[在维基数据编辑]
 《國朝獻徵錄·卷之二十四》，出自焦竑《國朝獻徵錄》
 《明史卷一百八十二》，出自《明史》